# Igor Alexandrowitsch Menjailow
Igor Alexandrowitsch Menjailow (russisch Игорь Александрович Меняйлов; * 14. März 1937; † 14. Januar 1993 am Galeras) war ein russischer Vulkanologe und Geologe. 

## Leben

### Herkunft und Ausbildung
Er kam als Sohn der Mineralogin Sofja Iwanowna Naboko (1909–2005) und Alexander Alexejewitsch Menjailow (1907–1985), einem der Pioniere der Vulkanologie in der Sowjetunion, zur Welt. 1971 wurde er bei Georgi Stepanowitsch Gorschkow (1921–1975) am Institut für Geologie der Erzlagerstätten, Petrographie, Mineralogie und Geochemie der Russischen Akademie der Wissenschaften mit einer Dissertation über die Differenzierung flüchtiger Komponenten des Magmas im Prozess aktiven Vulkanismus’ (russisch Дифференциация летучих компонентов магмы в процессе активного вулканизма) promoviert.

### Wissenschaftliche Karriere
Anschließend arbeitete er am Institut für Vulkanologie und Seismologie am Kamtschatka-Forschungszentrum in der Stadt Petropawlowsk-Kamtschatski. Dabei handelt es sich um eine Einrichtung der Russischen Akademie der Wissenschaften. Menjailow konzentrierte sich während seiner mehr als 25 Jahre währenden Forschungen auf die Vulkane auf Kamtschatka, den Kurilen sowie in Nicaragua und galt als weltweit führender Experte für die Untersuchung und Analyse vulkanischer Gase. Er war eng mit seinem US-amerikanischen Kollegen Stanley N. Williams befreundet, seit sich beide 1982 bei einer Observation in Nicaragua das erste Mal begegnet waren. 
Im Januar 1993 nahm er an einer einwöchigen IAVCEI-Konferenz im kolumbianischen Pasto teil. Ziel war es, geochemische und geophysikalische Überwachungsprogramme für den nahen Vulkan Galeras zu entwickeln. Dieser zeigte zwar seit 1988 Aktivität, hatte sich die vorherigen sechs Monate jedoch stabil und ruhig präsentiert. Im Rahmen der Tagung brach ein internationales Team mehrerer Wissenschaftler und interessierter Laien zum Krater des Vulkans auf; es war Menjailow erster Besuch an diesem Berg und in Südamerika überhaupt. Die Forscher teilten sich in mehrere Gruppen auf, Menjailow sammelte zusammen mit Kollegen Gasproben in der Gipfelregion und am Kraterrand. Kurz nach 13:30 Uhr kam es ohne Vorwarnung zu einer kleinen, lediglich knapp 15 Minuten andauernden, aber äußerst heftigen Eruption. Igor Menjailow kam dabei zusammen mit fünf anderen Forschern (Geoff Brown, Fernando Cuenca, Carlos Trujillo, Néstor García und José Arlés Zapata) sowie drei Touristen ums Leben.

## Ehrungen
Das 2002 neu entdeckte und anerkannte Mineral Meniaylovit ist nach ihm benannt.